# 紀念布烈頓之歌
《紀念布烈頓之歌》（英語：Cantus in Memoriam Benjamin Britten）是愛沙尼亞作曲家帕特所創作的音樂作品，於1977年寫成，1980年及2001都分別作過修訂。與《兄弟》一樣，《紀念布烈頓之歌》是帕特其中一首最著名和具代表性的作品，其中，於1997年由塔馬斯·般尼迪克（Tamas Benedek）指揮匈牙利國家歌劇交響樂團的錄音版本最為流傳。而不少電視、電影和廣告都曾使用它作為配樂。
正如樂曲說明，本曲是為了紀念於1976年去世的英國作曲家布烈頓所創作。帕特十分尊崇布烈頓，覺得他的音樂有着尋求「不一樣的純淨」（Unusual Purify）。
雖然樂譜標示演奏時間約為6分鐘，不過現存不少商業錄音版本的都比6分鐘長，一般都需時7-8分鐘，更有個別版本（如蘇格蘭室樂團2019年的現場演出）是超過10分鐘。

## 樂曲分析
樂曲只採用了拉絃五部絃樂器，另外配上單音A音的管鐘。以 
 寫成，無調號，共108小節。在手稿上帕特並沒有為樂曲標示拍子記號，但在印刷版上則標示了拍子為「♩≈112-120」的指示。
本曲是採用作曲家創立的「鐘鳴作曲法」寫成，採用a小調自然音階下行級進方式進行，當中作曲家設定中提琴為樂曲中的「歌調」（Cantus），是唯一不分部的聲部，其餘聲部則以增值或其餘聲部則以減值的方式，於不同時間進入。並且再續分成兩聲部，高音部拉奏「歌調」，低音部則以A音、C音和E音的a小調分解和弦拉奏。最後所有聲部結東在a小調和弦的長音中，並以管鐘最後一下A音結束。

## 外部連結
- Universal Edition 有關《紀念布烈頓之歌》的資料及樂譜試閱 （页面存档备份，存于）
- 帕特中心有關《紀念布烈頓之歌》的簡介 （页面存档备份，存于）